# Bộ Mãnh (皿)
Bộ Mãnh, bộ thứ 108 có nghĩa là "bát đĩa" là 1 trong 23 bộ có 5 nét trong số 214 bộ thủ Khang Hy.
Trong Từ điển Khang Hy có 129 chữ (trong số hơn 40.000) được tìm thấy chứa bộ này.

## Tự hình Bộ Mãnh (皿)

Giáp cốt văn
Kim văn
Đại triện
Tiểu triện

## Chữ thuộc Bộ Mãnh (皿)
| Số nét bổ sung | Chữ                           |
| -------------- | ----------------------------- |
| 0              | 皿                            |
| 2              | 盀 盁                         |
| 3              | 盂                            |
| 4              | 盃 盄 盅 盆 盇 盈             |
| 5              | 盉 益 盋 盌 盍 盎 盏 盐 监    |
| 6              | 盒 盓 盔 盕 盖 盗 盘 盙 盚 盛 |
| 7              | 盜                            |
| 8              | 盝 盞 盟                      |
| 9              | 盠 盡 盢 監                   |
| 10             | 盤                            |
| 11             | 盥 盦 盧                      |
| 12             | 盨 盩 盪                      |
| 13             | 盫 盬                         |
| 15             | 盭                            |
| 16             | 蘯                            |